# سی‌آی‌بی‌سی
سی‌آی‌بی‌سی (انگلیسی: CIBC) شرکت خدمات مالی کانادایی است، که در سال ۱۹۸۸ تأسیس شد.